# Jelonek (owady)

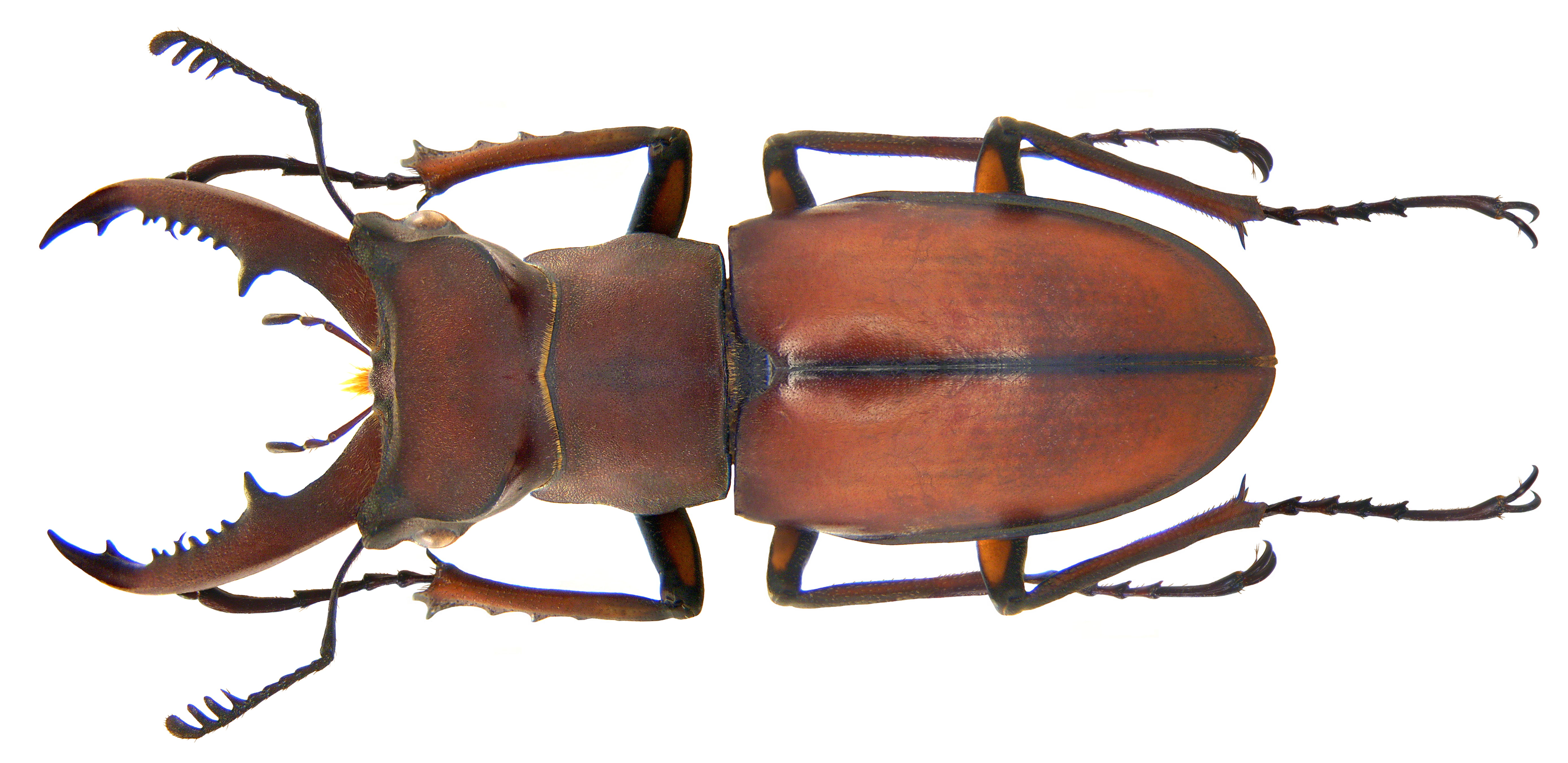
Lucanus swinhoei, samiec

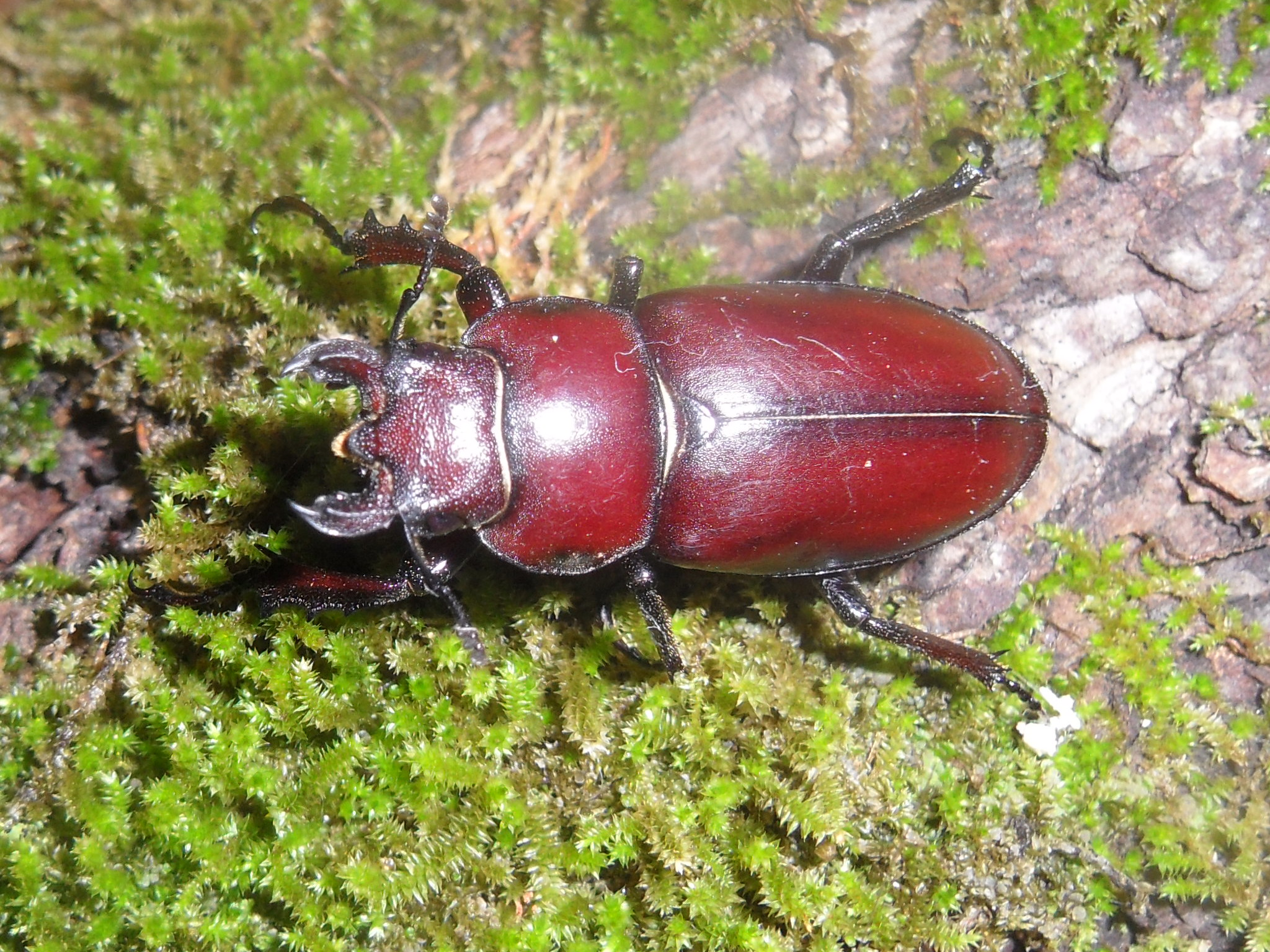
Lucanus elaphus, samica

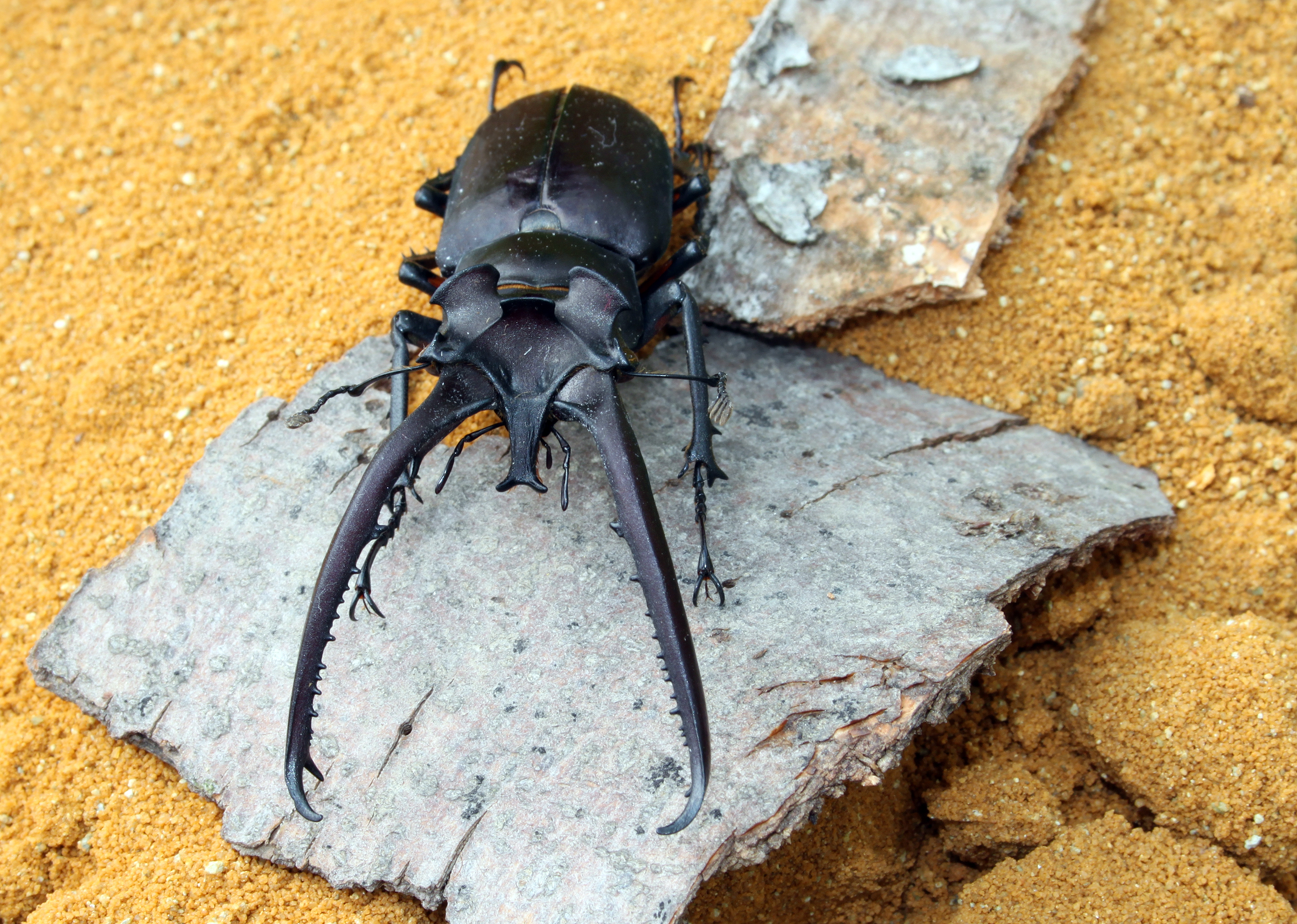
Lucanus hermani, samiec

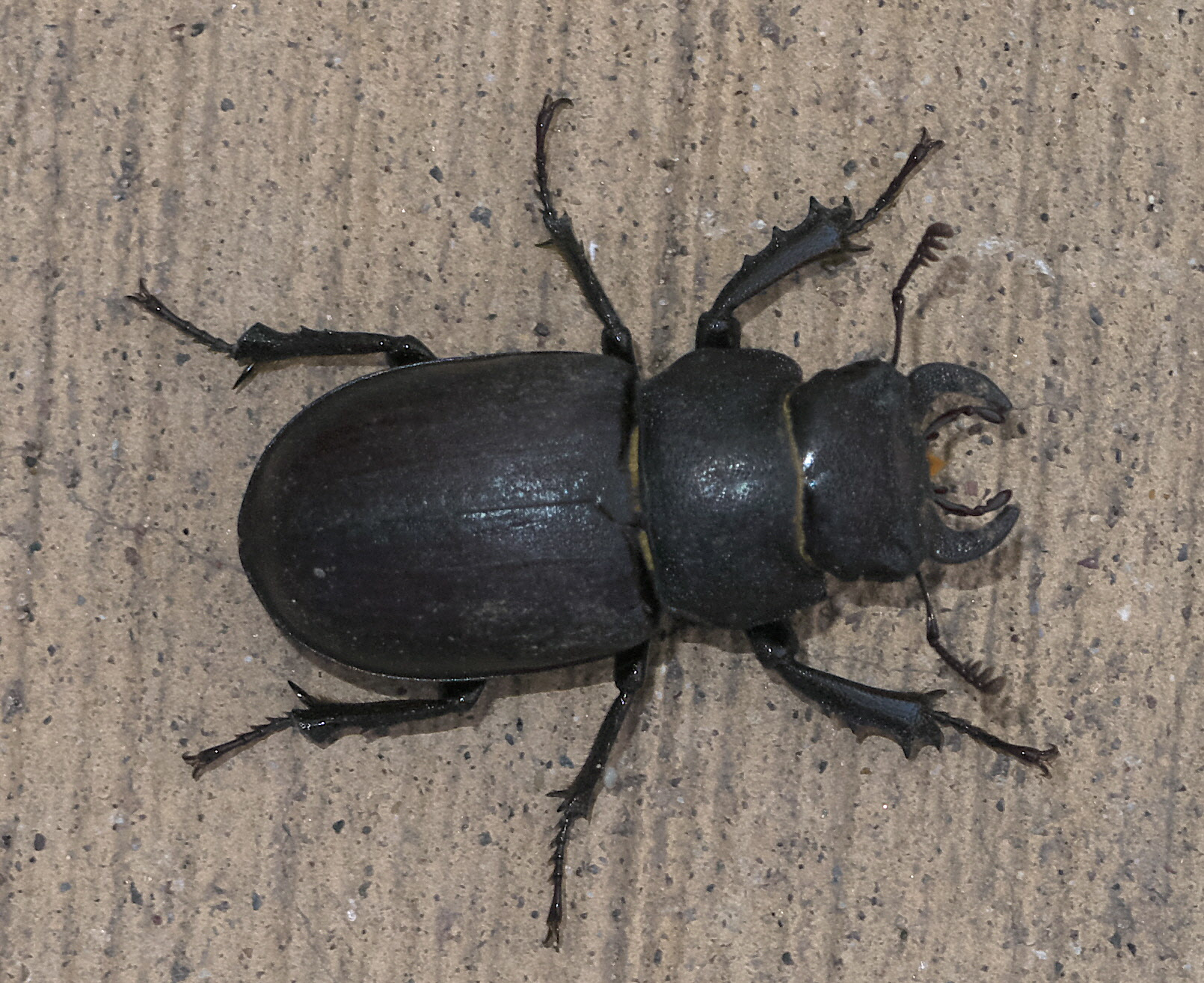
Lucanus mazama

Jelonek (Lucanus) – rodzaj chrząszczy z rodziny jelonkowatych i podrodziny Lucaninae.
Chrząszcze dużych rozmiarów, o długości ciała nie mniejszej niż 20 mm. Zewnętrzna strona oka jest u nich do około połowy średnicy oka wykrojona przez wypustkę policzka (canthus). Czułki są silnie kolankowato zagięte, zaopatrzone w bruzdy wierzchołkowe na trzonkach. Występuje u nich dymorfizm płciowy w budowie głowy, żuwaczek i przedplecza, ale także polimorfizm u samców. U tego samego gatunku mogą występować samce nie różniące się zbytnio od samic jak i znacznie od nich większe. Z wielkością ciała samców skorelowany jest stopień rozwoju ich żuwaczek. Przedplecze ma łukowato wygięte lub kanciaste brzegi boczne. Wyrostek przedpiersia szeroko odseparowuje biodra przednich odnóży. Pokrywy są prawie gładkie lub z nieregularnym, drobnym punktowaniem. Odnóża przedniej pary mają golenie o stronach grzbietowych pozbawionych podłużnych bruzd. Stopy mają na spodach członów podłużne rowki przez środek.
Przedstawiciele rodzaju zamieszkują głównie orientalną i palearktyczną Azję. W Europie występują 4 gatunki, z czego w Polsce tylko jelonek rogacz. W krainie nearktycznej występuje 5 gatunków.
Rodzaj ten wprowadzony został w 1763 roku przez Giovanniego Antonia Scopoliego. Należą do niego następujące gatunki:

- Lucanus adelmae
- Lucanus angusticornis
- Lucanus atratus
- Lucanus aungsani
- Lucanus barbarossa
- Lucanus bidentis
- Lucanus boileaui
- Lucanus brivioi
- Lucanus bruanti
- Lucanus busignyi
- Lucanus cambodiensis
- Lucanus cantori
- Lucanus capreolus
- Lucanus cervus – jelonek rogacz
- Lucanus cheni
- Lucanus chinhillensis
- Lucanus choui
- Lucanus confusus
- Lucanus convexus
- Lucanus datunensis
- Lucanus delavayi
- Lucanus derani
- Lucanus deuvei
- Lucanus deuveianus
- Lucanus didieri
- Lucanus dirki
- Lucanus dohertyi
- Lucanus dongi
- Lucanus dybowskyi
- Lucanus elaphus
- Lucanus fairmairei
- Lucanus fanjingshanus
- Lucanus feglini
- Lucanus fonti
- Lucanus formosanus
- Lucanus formosus
- Lucanus fortunei
- †Lucanus fossilis
- Lucanus fryi
- Lucanus fujianensis
- Lucanus fujitai
- Lucanus gamunus
- Lucanus gradivus
- Lucanus groulti
- Lucanus hayashii
- Lucanus hermani
- Lucanus hewenjiae
- Lucanus ibericus
- Lucanus imitator
- Lucanus izindui
- Lucanus jeanvoinei
- Lucanus jibii
- Lucanus kanoi
- Lucanus kazumiae
- Lucanus kirchneri
- Lucanus klapperichi
- Lucanus koyamai
- Lucanus kraatzi
- Lucanus kurosawai
- Lucanus laminifer
- Lucanus langi
- Lucanus laticornis
- Lucanus liupengyui
- Lucanus liuyei
- Lucanus luci
- Lucanus ludivinae
- Lucanus lunifer
- Lucanus macrophyllus
- Lucanus maculifemoratus
- Lucanus maedai
- Lucanus manai
- Lucanus marazziorum
- Lucanus mazama
- Lucanus mearesii
- Lucanus mishmi
- Lucanus miwai
- Lucanus miyashitai
- Lucanus nangsarae
- Lucanus ngheanus
- Lucanus nobilis
- Lucanus nosei
- Lucanus nyishwini
- Lucanus parryi
- Lucanus pesarinii
- Lucanus placidus
- Lucanus planeti
- Lucanus pontbrianti
- Lucanus prossi
- Lucanus pulchellus
- Lucanus rondoi
- Lucanus satoi
- Lucanus schenki
- Lucanus sericeus
- Lucanus smithi
- Lucanus speciosus
- Lucanus sukkiti
- Lucanus swinhoei
- Lucanus szetschuanicus
- Lucanus takakuwai
- Lucanus tetraodon
- Lucanus thibetanus
- Lucanus tsukamotoi
- Lucanus victorius
- Lucanus viheari
- Lucanus villosus
- Lucanus wemckeni
- Lucanus westermanni
- Lucanus wittmeri
- Lucanus wuyishanensis
- Lucanus xerxes
- Lucanus zhanbishengi
- Lucanus zhuxiangi
- Lucanus ziliolii